# Сираков, Наско
Наско Сираков (род. 26 апреля 1962, Стара-Загора, Болгария) — болгарский футболист. Семикратный чемпион Болгарии, пятикратный обладатель кубка Болгарии. Участник чемпионатов мира 1986 и 1994 годов и чемпионата Европы 1996. Сын известного болгарского борца Петко Сиракова.

## Клубная карьера
Родившийся в Стара-Загоре в семье борца Петко Сиракова начал профессиональную карьеру футболиста, отыграв 3 матча за основную команду «Левски» в 1980 году. В столичный клуб он пришёл в возрасте 13 лет. Следующие годы он провёл в «Спартаке» из Варны и в скромном «Хасково». В 1983 году, спустя почти два сезона, Сираков вернулся в «Левски», он также отыграл за столичную команду концовку чемпионата 1982/83.
После своего второго пришествия в «Левски» Сираков стал регулярно появляться в играх основной команды, забив 14 голов всего в 19 матчах чемпионата 1984/85, который «Левски» выиграл. В 1986-88 клуб был переименован в «Витошу», а Сираков дважды за это время становился лучшим бомбардиром чемпионата, забив в сезоне 1986/87 36 голов, а в следующем — 28. Однако лишь во втором случае его результативность помогла софийскому клубу выиграть чемпионат.
В 1988 году Сираков впервые перешёл в иностранный клуб — испанскую «Сарагосу». 14 октября 1989 года забил свой первый гол в испанской Примере, открыв счёт в домашнем поединке с хихонским «Спортингом». 25 апреля 1990 года Сираков сделал дубль в домашнем матче против «Кастельона». В 1990 году болгарин перешёл в «Эспаньол», за который провёл в сезоне 1990/91 24 игры в лиге и забил 3 гола.
В 1991 году Сираков вернулся в «Левски», где в первом же сезоне забил в рамках чемпионата 26 голов в 27 играх, которые, впрочем, не помогли «Левски» выиграть чемпионат.
Летом 1992 года 30-летний Сираков подписал контракт с французским «Лансом», но вернулся в «Левски» в следующее трансферное окно, внеся свой вклад в следующие три подряд чемпионских титула софийской команды. При этом он дважды вновь становился лучшим бомбардиром турнира. Сезон 1994/95 Сираков заканчивал в пловдивском «Ботеве».
Сираков закончил профессиональную карьеру футболиста в возрасте 36 лет после ещё трёх лет выступлений за софийскую «Славию», сделавшую дубль в сезоне 1995/96. За время своей карьеры в Болгарии Сираков провёл 294 матчей и забил 196 голов в главной лиге страны, показав второй результат в истории болгарского футбола после Петра Жекова. Только за «Левски» он забил 165 голов в 205 играх, что стало клубным рекордом.

## Карьера в сборной
7 августа 1983 года Сираков дебютировал за сборную Болгарии в матче против сборной Алжира и выступал за неё регулярно на протяжении следующих 13 лет.
Сираков играл за национальную команду на чемпионате мира 1986 года в Мексике, где забил итальянцам, принеся болгарам ничью (1:1) и выход в 1/8 финала. На чемпионате мира 1994 года в США Сираков забил в победном поединке против аргентинцев (2:0) на групповом этапе, а также заработал пенальти в игре с греками и полуфинале с Италией.
В возрасте 34 лет Сираков вошёл в состав сборной на чемпионат Европы 1996 года в Англии, где 13 июня сыграл свой последний из 78 матчей за национальную команду (при 24 голах) против сборной Румынии, заменив Любослава Пенева при счёте 1:0 в пользу болгар.

## Достижения

### Личные
- Орден «Стара-планина» I степени (20 июля 1994 года)[10]
- Почётный гражданин Софии
- Второе место по числу забитых голов в чемпионатах Болгарии[11]

### Командные
Сборная Болгарии:
- 4-е место на Чемпионате мира 1994

Левски:
- Чемпион Болгарии (6): 1983/84, 1984/85, 1987/88, 1992/93, 1993/94, 1994/95[3]

Славия (София)
- Чемпион Болгарии (1): 1995/96[3]